# Митфорд, Томас
Томас (Том) Митфорд (англ. Thomas David Freeman-Mitford; 1909—1945) — английский аристократ, член семьи Митфордов.

## Биография
Родился 2 января 1909 года в местечке Batsford графства Глостершир в семье Дэвида Бертрама Огилви Фримен-Митфорда, 2-го барона Ридсдейл (1878—1958).
Посещал Итонский колледж. Уже в школьные годы имел гомосексуальные отношения с James Lees-Milne (английский писатель) и James Alexander Wedderburn St. Clair-Erskine (аристократ).
В конце 1920-х годов Митфорд изучал юриспруденцию в Берлине, именно в это время начал проявлять благосклонность к нацистской партии Германии.
Летом 1930 года молодой Митфорд познакомился с Шейлой Грэм, колумнисткой, с которой был недолгий роман; она писала о нём в своих мемуарах Beloved Infidel. В 1930-х годах он был любовником австрийской танцовщицы Тилли Лош, в то время как она была замужем за покровителями искусства Эдвардом Джеймсом.
За поддержку британского фашизма был послан служить во время Второй мировой войны в Бирму после отказа воевать в Европе. Погиб 30 марта 1945 года в Бирме в военных действиях. Служил в Девонширском полку, имел звание майора.
Был похоронен на кладбище Taukkyan War Cemetery. По другим данным — в местечке Swinbrook графства Оксфордшир на кладбище St Mary Churchyard.
Отец, переживший сына, установил ему мемориальную табличку внутри церкви St Mary’s Church, в Swinbrook, недалеко от их родового дома. Другая памятная доска Томасу Митфорду установлена внутри церкви Holy Trinity Church в местечке Horsley, графство Нортумберленд.